# Hadenoecus cumberlandicus
Hadenoecus cumberlandicus is een rechtvleugelig insect uit de familie grottensprinkhanen (Rhaphidophoridae). De wetenschappelijke naam van deze soort is voor het eerst geldig gepubliceerd in 1978 door Hubbell & Norton.